# Karl Molt
Karl Molt (* 8. April 1891 in Stuttgart; † 8. November 1978 ebenda) war ein deutscher Gewerkschafter und Widerstandskämpfer gegen das NS-Regime.

## Leben und Beruf
Als Sohn eines Eisenbahnbeamten wuchs Molt in Stuttgart auf. Nach dem Besuch der Volksschule erlernte er den Beruf des Feinmechanikers. Bald darauf übernahm Molt Tätigkeiten bei der Deutschen Reichsbahn. Ab 1909 war Molt Mitglied der SPD. Zugleich engagierte er sich in der gewerkschaftlichen Bewegung. Molt war Mitglied der Ortsverwaltung des Deutschen Eisenbahner-Verbandes (DEV) in Stuttgart. Zudem war er Vorsitzender des Betriebs- und Beamtenrates bei der Eisenbahn-, Telegraphen-Inspektion der Deutschen Reichsbahn-Gesellschaft in Cannstatt. Von Ende Dezember 1927 bis zu seiner von den Nationalsozialisten betriebenen Entlassung im März 1933 war Molt hauptamtlicher Bezirkssekretär des Einheitsverbandes der Eisenbahner Deutschlands (EdED) im Bezirk Württemberg. Zudem war Molt Funktionär im Reichsbanner Schwarz-Rot-Gold, für das er wichtige Funktionen im „Technischen Apparat“ auf regionaler und lokaler Ebene in Württemberg und Stuttgart übernahm.
Nach der Machtübernahme der Nationalsozialisten Ende Januar 1933 versuchte Molt, aktiven Widerstand zu organisieren. Aufgrund seiner illegalen Arbeit für das im März 1933 verbotene Reichsbanner Schwarz-Rot-Gold musste er bald darauf in die Schweiz emigrieren. Von dort aus koordinierte Molt den Widerstand gegen das NS-Regime durch eisenbahngewerkschaftliche Gruppen im südwestdeutschen Raum. Dabei arbeitete er zeitweise eng mit Fridolin Endraß und insbesondere mit Hans Jahn zusammen. Molt wurde Leiter mehrerer Gruppen des illegalen EdED, die mit anderen sozialdemokratischen Widerstandsgruppen zusammenarbeiteten. Ende 1937 unterhielt er Verbindung zur Widerstandsgruppe um Franz Gertel. Im Jahr 1938 ging die Gestapo gegen die illegale Gruppe von Molt vor. Im Februar 1940 wurde Molt aus der Schweiz ausgewiesen. Er wurde verhaftet und war zeitweise im Zuchthaus St. Gallen interniert.
Nach Ende des Zweiten Weltkrieges wurde Molt 1945 Gewerkschaftssekretär im Württembergischen Gewerkschaftsbund (für die Fachgruppe Reichsbahn). Von 1946 bis 1948 war er einer der gleichberechtigten Vorsitzenden in der Landesorganisation der Eisenbahner (zusammen mit Johann Hatje) im Gewerkschaftsbund Württemberg-Baden. Von Ende Mai 1948 bis 1949 war Molt Vorsitzender der Gewerkschaft der Eisenbahner im Gewerkschaftsbund Württemberg-Baden und Mitglied in dessen Bundesvorstand. Von Januar 1950 bis Dezember 1953 war Molt Bezirksleiter der Gewerkschaft der Eisenbahner Deutschlands (GdED) für den Bezirk Baden-Württemberg. Außerdem war Molt Mitglied des DGB-Landesvorstandes Baden-Württemberg und übernahm regional weitere gewerkschaftliche Funktionen. Auch aufgrund von politischen Streitigkeiten zog sich Molt Mitte der 1950er-Jahre aus der gewerkschaftlichen Arbeit zurück.